# Desa Tamanrejo (administrativ by i Indonesien, lat -6,97, long 111,38)
Desa Tamanrejo är en administrativ by i Indonesien.   Den ligger i provinsen Jawa Tengah, i den västra delen av landet, 500 km öster om huvudstaden Jakarta.